# Timo Gebhart
Timo Gebhart es un futbolista alemán nacido el 12 de abril de 1989 en Memmingen. Juega de centrocampista para el F. C. Memmingen.
Formó parte de la selección sub-19 que se impuso en el Europeo sub-19 de 2008.

## Clubes
| Club                       | País     | Año       |
| -------------------------- | -------- | --------- |
| TSV 1860 Múnich            | Alemania | 2007-2008 |
| VfB Stuttgart              | Alemania | 2009-2012 |
| F. C. Núremberg            | Alemania | 2012-2016 |
| Steaua de Bucarest         | Rumania  | 2016      |
| F. C. Hansa Rostock        | Alemania | 2016-2017 |
| TSV 1860 Múnich            | Alemania | 2017-2018 |
| F. C. Viktoria 1889 Berlín | Alemania | 2018-2019 |
| TSV 1860 Múnich            | Alemania | 2019-2020 |
| F. C. Memmingen            | Alemania | 2020-     |

## Palmarés

### Títulos internacionales
| Título         | Club (*)        | País            | Año  |
| -------------- | --------------- | --------------- | ---- |
| Europeo sub-19 | Alemania sub-19 | República Checa | 2008 |

(*) Incluyendo la selección.